# Wigan
Wigan je město v Severozápadní Anglii, sídlo stejnojmenného distriktu metropolitního hrabství Velký Manchester. Leží na řece Douglas, v blízkém okolí měst Manchester, Bolton a Warrington. Ve městě žije přibližně 104 tisíc obyvatel, širší aglomeraci obývá přes 300 000 lidí.

## Historie a současnost

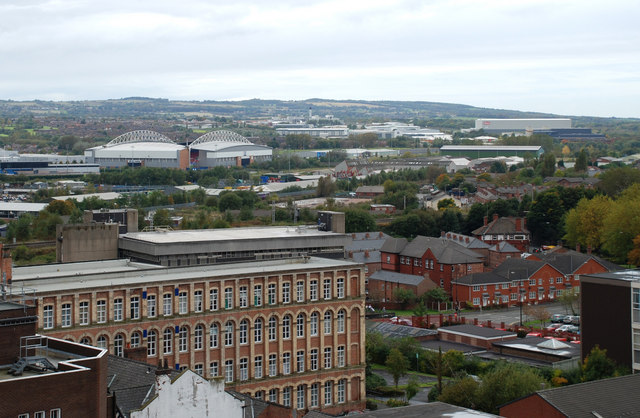
Pohled na město Wigan

V období antiky bylo okolí dnešního Wiganu osídleno severoanglickým keltským kmenem Brigantů, přičemž samotné dnešní město leží pravděpodobně na místě starověké osady Coccium. V pozdním středověku byl Wigan jedním ze čtyř správních celků hrabství Lancashire, které bylo založeno královskou listinou. Významný ekonomický pokrok a prudký nárůst obyvatel zaznamenalo město během průmyslové revoluce; kromě výroby porcelánu a hodin se stalo známým svými mlýny a těžařským průmyslem (těžba uhlí zde byla ukončena až ve druhé polovině 20. století).
Zdejší přístaviště Wigan Pier se stalo námětem knihy Cesta k Wigan Pier (1937), v níž George Orwell vylíčil špatné životní podmínky zdejších, často nezaměstnaných obyvatel. V minulosti ve Wiganu působily různé fotbalové kluby (Wigan United AFC, Wigan County FC, Wigan Town AFC, Wigan Borough FC), nyní zde sídlí klub Wigan Athletic FC s domovským stadionem DW Stadium.
K významným zdejším rodákům patří například zpěvák Limahl, wrestler Davey Boy Smith a šachista Nigel Short.